# Peer Grading
Peer Grading ist eine spezielle Ausprägung des Peer Assessment, die auf Leistungsbewertung und Benotung fokussiert, findet also zumeist in Phasen des Summativen Assessment statt. Die Methode ist besonders in Bildungseinrichtungen wie Schulen, Hochschulen und Universitäten verbreitet, kann aber auch in Online-Kursen und beruflichen Weiterbildungsmaßnahmen Anwendung finden. Peer Grading wird häufig als Ergänzung zu traditionellen Bewertungsmethoden wie Lehrer- oder Expertenbewertungen eingesetzt, ist aber notenrelevant.

## Geschichte und Entwicklung
Im Laufe der Zeit hat sich das Konzept weiterentwickelt und wurde in verschiedenen Bildungskontexten eingesetzt. Seit den 1990er Jahren hat die Verbreitung des Internets und die zunehmende Verfügbarkeit von Online-Lernplattformen die Anwendung von Peer Grading in großem Maßstab ermöglicht. Letzteres wurde besonders durch MOOCs ausgelöst, da das anfallende Volumen von zu benotenden Leistungen eine durchgehende Expertenbewertung verunmöglichte.

## Vorteile und Nachteile

### Vorteile
- Fördert die Entwicklung von Kritik- und Reflexionsfähigkeiten der Lernenden.[1]
- Ermöglicht eine größere Anzahl an Bewertungen, insbesondere in großen Kursen (einschließlich MOOCs[2]), wo es für Lehrkräfte schwierig sein kann, alle Arbeiten einzeln zu bewerten.
- Schafft ein tieferes Verständnis des Lehrstoffs durch die Auseinandersetzung mit der Arbeit anderer.[3][4]
- Kann die Motivation der Lernenden erhöhen, da sie sich stärker für die Bewertung verantwortlich fühlen.[5]
- Es bereitet auf spätere akademische Tätigkeiten, insbesondere Peer-Review, vor.

### Nachteile
- Kann zu ungenauen oder unzuverlässigen Bewertungen führen, wenn Lernende nicht über ausreichende Kenntnisse oder Fähigkeiten verfügen, um die Arbeit anderer adäquat zu bewerten.[6]
- Potenzielle Voreingenommenheit oder Ungerechtigkeiten, die durch persönliche Beziehungen oder Vorurteile beeinflusst werden können.[7]
- Möglicherweise höherer Zeitaufwand für Lernende, da sie zusätzlich zu ihrer eigenen Arbeit auch die Arbeit anderer bewerten müssen.

## Methoden und Techniken
Es gibt verschiedene Methoden und Techniken, um Peer Grading durchzuführen. Häufig werden Lernende gebeten, die Arbeit ihrer Kolleginnen und Kollegen anhand eines vorgegebenen Bewertungsrasters oder Kriterienkatalogs zu bewerten. Dies kann sowohl anonym als auch in Gruppen oder Paaren geschehen. Online-Plattformen ermöglichen zudem automatisierte Verfahren zur Zuordnung von Bewertungen und können auch Algorithmen nutzen, um die Zuverlässigkeit der Bewertungen zu erhöhen; ein anderes, verbreitetes Verfahren zur Qualitätssicherung ist Calibrated Peer Review.

## Rechtliche Aspekte
Vorsicht ist geboten, wenn das Peer Grading die Privatsphäre von Studierenden verletzen könnte; selbst bei anonymen, durch online Systeme vermittelte Verfahren, können bei kleineren Kurse Rückschlüsse auf die Identität der Studierenden geschlossen werden.
Wird ein Bewertungssystem wie Peer Grading eingesetzt, so muss an vielen Schulen und Hochschulen durch ein Kontrollsystem sichergestellt werden, dass die Examinatorinnen und Examinatoren ihrer Pflicht zur Bewertung der Leistungskontrollen nachkommen. Dies kann dadurch geschehen, indem sämtliche durch die Studierenden erteilten Noten durch die Examinatorin oder den Examinator auf ihre Plausibilität überprüft werden. Auch sollen die Studierenden nicht ihre eigenen Noten beeinflussen können. Zudem ist das Peer Grading nicht für die gesamte Leistungskontrolle eines Kurses geeignet, sondern sollte während des Semesters nur für Teile davon – wie kurze schriftliche Arbeiten – eingesetzt werden.